# 阿伯納·茨威爾曼
阿伯納·茨威爾曼（Abner "Longie" Zwillman，1904年7月27日—1959年2月26日）是一名美國的黑幫老大，他在黑社會中崛起，主要勢力範圍位於北澤西州。他是黑幫查理·盧西安諾和邁爾·蘭斯基的長期朋友和合伙人，他們一起參與黑手黨委員會。茨威爾曼的犯罪組織是全國犯罪集團的一部分，主要活動於1920年代至1950年代，高峰期在1930年代末。

## 早年與生涯
據信，茨威爾曼於1904年7月27日出生在美國新澤西州的紐華克。他是俄羅斯裔猶太移民Reuben和Anna Slavinsky Zwillman所生的七個孩子之一。1918年，父親去世後，他被迫輟學養家。茨威爾曼先是在王子街（Prince Street）的一間咖啡館開始工作，這是紐華克第三區一位地方參議員的總部。然而，由於需要更多的錢，茨威爾曼最終被迫辭職，後來用租來的馬匹和馬車在他鄰區賣水果和蔬菜。
不過，茨威爾曼無法與更便宜的王子街手推車競爭，於是他搬到了更上層階級的克林頓山社區，他在那裡開始向當地的家庭主婦銷售彩票。他觀察到，賣彩票賺來的錢比農產品還要多，所以他集中精力透過當地的商人銷售彩票。到了1920年，茨威爾曼雇佣打手來協助控制大部分的彩票敲詐。

### 禁酒令
在禁酒令開始時，茨威爾曼開始通過加拿大向新澤西州走私威士忌，使用幾輛第一次世界大戰的裝甲貨車。茨威爾曼後來加入了以約瑟·雷因費爾德為首的集團，利用船隻從加拿大走私酒類。據稱，他們控制著40%的酒類走私活動。茨威爾曼利用這筆收入大量擴展了他在非法賭博、賣淫和勞工敲詐方面的業務，以及合法生意，包括幾個著名的夜總會和餐廳。
1929年，他因毆打一名伙伴而被判處六個月的監禁。這是他唯一被定罪的罪行。
茨威爾曼曾一度與女演員珍·哈露約會，並透過向製片廠負責人哈里·考恩提供巨額現金貸款，為哈露在哥倫比亞影業獲得兩部電影的合約。茨威爾曼還買了一個珠寶手鐲和一輛紅色佳特力汽車送給哈露。在秘密監視記錄中，他用毀貶的詞向其他黑幫份子談及她。1939年，他與Mary de Groot Mendels Steinbach結婚。她是尤金·孟德爾斯（Eugene Mendels）的獨生女，孟德爾斯的父親伊曼紐·S·孟德爾斯是美國證券交易所（當時稱為庫伯交易所〔Curb Exchange〕）的創始人。茨威爾曼夫婦有一個女兒叫Lynn Kathryn Zwillman，出生於大約1944年。Mary Zwillman曾有一個來自前一次婚姻的兒子，該兒子成為阿伯納·茨威爾曼的繼子。

### 「新澤西州的艾爾·卡彭」
1935年，杜奇·舒爾茲被謀殺後，茨威爾曼接管了舒爾茲在新澤西州的那些犯罪業務。媒體開始稱茨威爾曼為「新澤西州的艾爾·卡彭」。然而，茨威爾曼經常尋求使自己的形象合法化，在1932年懸賞尋找林德伯格的嬰兒，並向慈善機構捐款，包括向紐華克的貧民窟清理計劃捐款250,000美元。
在接管舒爾茲的業務後不久，茨威爾曼開始參與當地的政治，最終控制了紐華克的大多數當地政客長達20多年。在1940年代期間，茨威爾曼與長期的伙伴威利·莫萊蒂一起主導了新澤西州的賭博業務，特別是茨威爾曼的Riviera夜總會「The Palisades」內的海事廳。
1951年，茨威爾曼的活動是凱弗維爾委員會調查有組織犯罪的一個主要焦點。雖然茨威爾曼承認他在禁酒令期間是一名私酒販，但他堅持認為他後來的生意是合法的。
茨威爾曼還與許多名人的關係密切，包括Joe DiMaggio。據報道，當茨威爾曼與其他被指控的「集團」成員一起被凱弗維爾委員會調查時，他在DiMaggio那裡藏了三個裝滿錢的行李箱，以躲避美國國家稅務局（IRS）。茨威爾曼死後，這些錢沒有被歸還。
1956年，茨威爾曼因逃避所得税而被審判。陪審團陷入僵局，指控被駁回。隨後，茨威爾曼的幾個伙伴被逮捕，而且被指控賄賂兩名陪審員。

## 逝世
1959年期間，在關於有組織犯罪的麥克萊倫聽證會上，茨威爾曼被發出傳票到聽證會作證。1959年2月26日，在前往聽證會前不久，茨威爾曼被發現在他位於新澤西州西奧蘭治的住所中上吊身亡。有1850人參加葬禮，其中包括一些名人和他80歲的母親Ella，之後他被埋葬在新澤西州尤寧的一個猶太人公墓，B'nai Abraham紀念公園。雖然葬禮是由一名拉比主持的，但卻有許多的鮮花和敞開的棺材——這是猶太人的非典型習俗。
茨威爾曼的死亡被裁定為自殺，歸因於難處理的入息稅和健康問題。他的繼子John Steinbach說，他還對參議院調查點唱機敲詐和干預陪審團的事件感到沮喪，這些都與之前試圖起訴他的行動失敗有關。
然而，警方在茨威爾曼的手腕上發現了傷痕，支持茨威爾曼在上吊之前曾被捆綁的理論。人們經常猜測，維多·吉諾維斯下令殺死茨威爾曼。還有人稱，邁爾·蘭斯基懷疑這位新澤西州黑幫同意成為政府的線人，於是准許意大利黑手黨對付茨威爾曼。他被上吊絞死的理論也得到了被驅逐出境的黑幫查理·「幸運」·盧西安諾的支持，據稱盧西安諾在意大利告訴記者Martin Gosch，自殺的理論是無稽之談，而在絞死茨威爾曼之前，殺死茨威爾曼的兇手把他像豬一樣捆綁起來。Martin Gosch的查理·盧西安諾傳記書（他與Richard Hammer合著）存在一些爭議，被許多黑幫專家認為是虛構的。然而，作者聲稱其內容完全基於對盧西安諾的採訪，而盧西安諾在該書出版前就已經去世。
他的遺孀在三年後再婚，嫁給了體育界人士哈利·威斯默。他的女兒Lynn在1968年嫁給了Winslow G. Tuttle。

## 延伸閱讀
- 《Gangster: The True Story of The Man Who Invented Crime》（1985年），作者：Mark A. Stuart
- 《Kosher Nostra （页面存档备份，存于） Jüdische Gangster in Amerika, 1890–1980》（2003年），作者：Oz Almog（英语：Oz Almog） ISBN 3-901398-33-3

## 外部連結
- FBI file on Abner Zwillman （页面存档备份，存于）
- J-Grit: Internet Index of Tough Jews: Abner "Longy" Zwillman （页面存档备份，存于）